# Distrito de Tantamayo

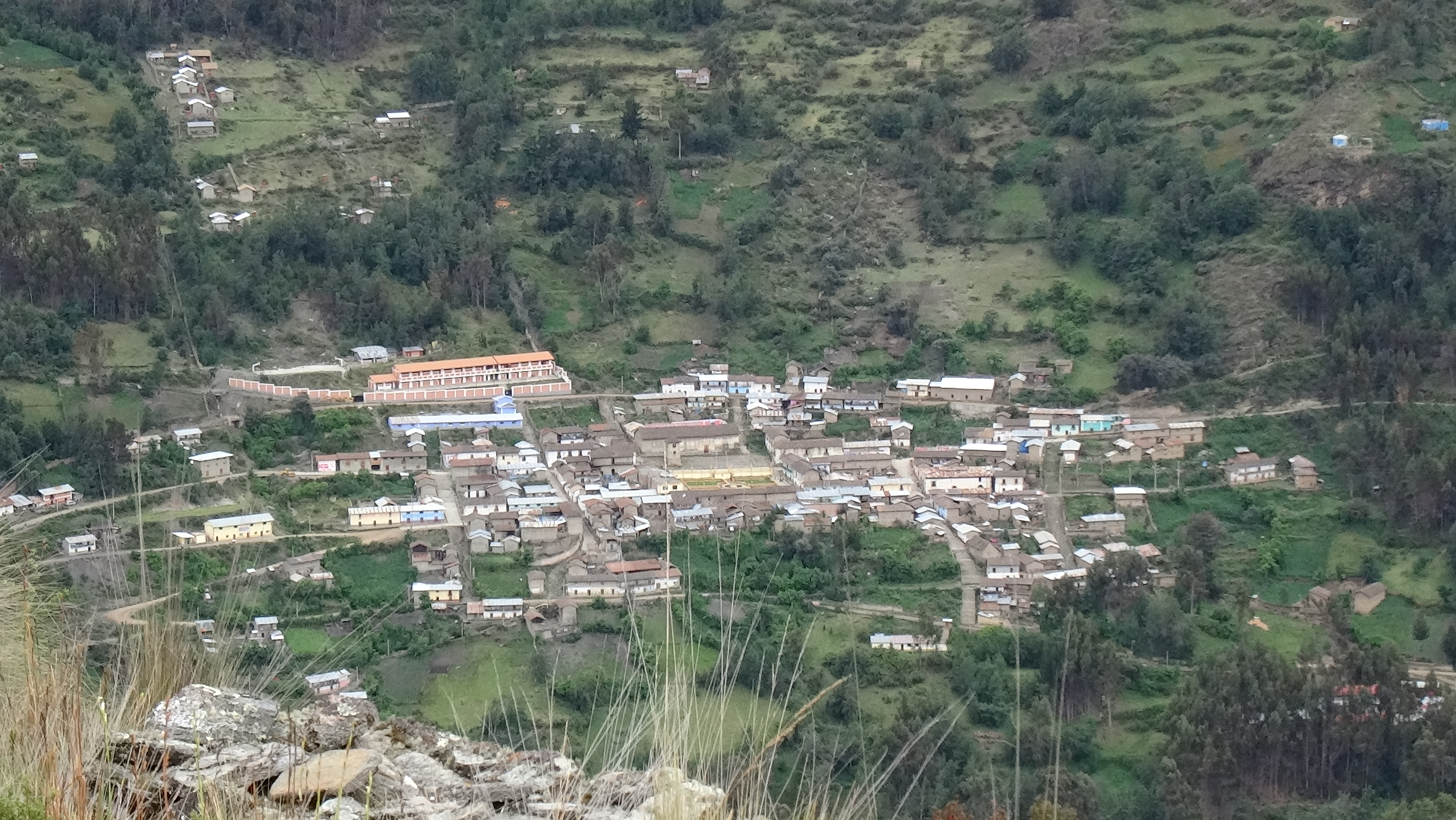
Ciudad de Tantamayo, capital del distrito homónimo visto desde las ruinas de Piruro.

El distrito peruano de Tantamayo es uno de los once distritos de la provincia de Huamalíes,  en el departamento de Huánuco, bajo la jurisdicción del gobierno regional de Huánuco, Perú. Limita por el norte con el distrito de Jircán; por el sur con el distrito de Jacas Grande; por el este con el distrito de Monzón; y, por el oeste con el distrito de Chavín de Pariarca y el departamento de Áncash.

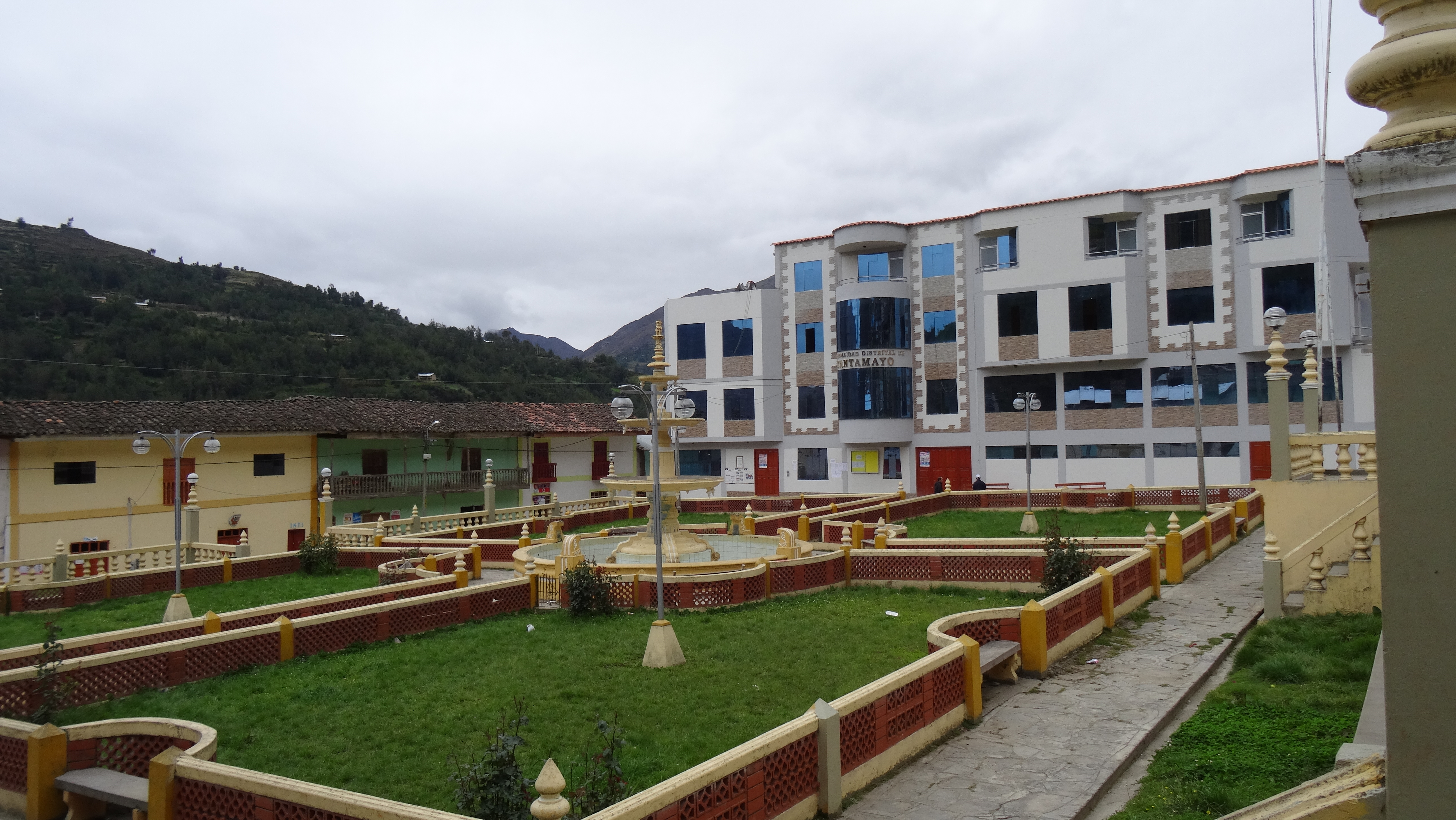
Plaza de Tantamayo, al fondo la remodelada municipalidad.

En el marco  jerárquico de la Iglesia católica depende de la Diócesis de Huánuco, sufragánea de la Arquidiócesis de Huancayo.

## Historia
La fecha de creación de este distrito es el 29 de octubre de 1923, por ley N° 4731, dada en el gobierno del Presidente Augusto Leguía.

## Toponimia
Según autores, el nombre de este centro poblado procede de los vocablos del protoquechua  tanta = pan: mayu = río, de modo que tantamayo significa 'río de pan' 

## Geografía
La población total en este distrito es de 2 888 personas y tiene un área de 249,95 km².

## Centros poblados
- Coyllarbamba.
- Pampa Florida.
- San Pedro de Pariarca.
- la Esperanza.

## Autoridades

### Municipales
- 2019 - 2022[7]
  - Alcalde: Eliseo Amante Sánchez, de Acción Popular.
  - Regidores:

  1. Ever Peña Leiva (Acción Popular)
  2. Ruth Melchora Martel Atencia (Acción Popular)
  3. Salvador Huamán Trinidad (Acción Popular)
  4. Nelson Yonathan Vega Mendoza (Acción Popular)
  5. José Cierto Fernández (Avanzada Regional Independiente Unidos por Huánuco)

Alcaldes anteriores
- 2011 - 2014:[8] Sofonías Heriberto Gutiérrez Antonio, del Frente Amplio Regional (FAR).
- 2007 - 2010: Sofonías Heriberto Gutiérrez Antonio,[9] del Partido Democrático Somos Perú (SP).

## Galería
- Wikimedia Commons alberga una categoría multimedia sobre Distrito de Tantamayo.